# پسر هند (فیلم ۱۹۳۱)
پسر هند (انگلیسی: Son of India) فیلمی در ژانر درام به کارگردانی ژاک فیدر است که در سال ۱۹۳۱ منتشر شد.

## بازیگران
- آن دواراک
- کنراد نیگل
- کاترین دومیل
- مج اوانز
- مارجوری رامبئو
- میچل لوئیس
- رامون نووارو
- اِلینور وَندِرویر
- تئودور لورچ